# Бета-ткань

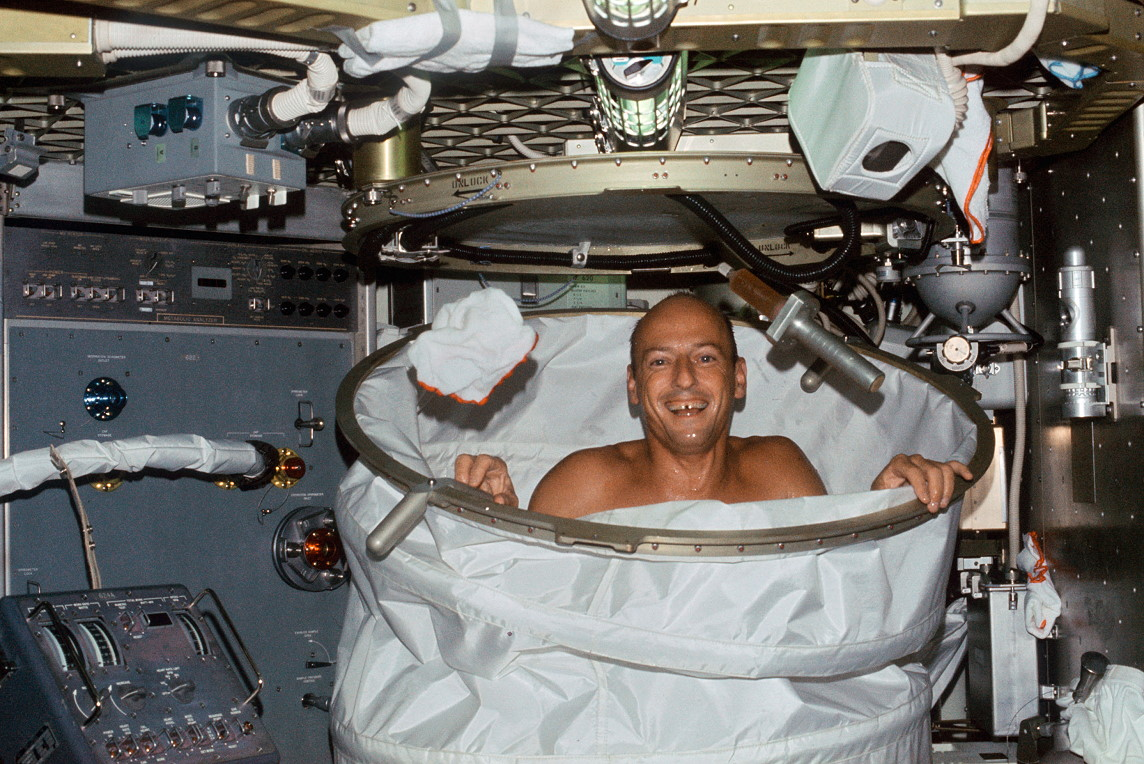
Астронавт Пит Конрад в душевой станции Скайлэб, изготовленной из бета-ткани натянутой на металлические кольца, 1973 год.

Бета-ткань (англ. Beta cloth) — вид огнеупорной ткани из кварцевого волокна использовавшегося при изготовлении объединённой теплоизоляционной и противометеоритной оболочки (англ. Integrated Thermal Micrometeroid Garment — ITMG) скафандров A7L американской космической программы Апполлон, и других элементов программы, например пакета временного хранения (англ. Temporary Stowage Bag, на жаргоне астронавтов он назывался Кошелёк Макдивитта).
Для изготовления бета-ткани использовалась пряжа из свитых кварцевых волокон, подобно стеклоткани. Получившийся материал не горел, и плавился лишь при температуре выше 650 °C. Чтобы уменьшить склонность материала к смятию и разрывам при использовании, и для увеличения прочности, волокна были покрыты тефлоном.
Бета-ткань начали применять в скафандрах НАСА после катастрофического пожара Аполлон-1 в 1967 году, во время которого костюмы астронавтов изготовленные из нейлона прогорели насквозь. По итогам расследования причин пожара, НАСА потребовало замены всех потенциально пожароопасных материалов используемых на корабле и в скафандрах на огнестойкие негорючие аналоги. Однако с поиском таких аналогов возникли трудности, и их искали по всей стране. Бета-ткань была разработана командой Центра пилотируемых полетов под руководством Фредерика С. Доуна и Мэттью И. Рэднофски совместно с компаниями Owens-Corning и DuPont.
При необходимости обеспечить дополнительную стойкость к истиранию (например в перчатках скафандра), бета-ткань закрывали накладками из металлизированной ткани хромель-Р.
Ещё одним случаем применения бета-ткани было использование материала для изготовления душевой на станции Скайлэб.